# Vojka nad Dunajom
Vojka nad Dunajem (maďarsky Vajka nebo Vajkakeszölce) je obec na Slovensku v okrese Dunajská Streda. Nachází se mezi dvěma rameny Dunaje, leží na Malém Žitném ostrově, v Chráněné krajinné oblasti Dunajské luhy. Na území obce je jezero Vojka, Přes Dunaj jezdí přívoz (slovensky kompa) do Kyselice. V obci se nachází kostel sv. Michala archanděla z 18. století.

## Historie
Obec je poprvé písemně doložena v roce 1186 v podobě názvu Vayka. Do roku 1918 bylo území obce součástí Uherska. V důsledku první vídeňské arbitráže bylo v letech 1938 až 1945 součástí Maďarska.

## Školy
Mateřská škola s vyučovacím jazykem maďarským.

### Externí odkazy

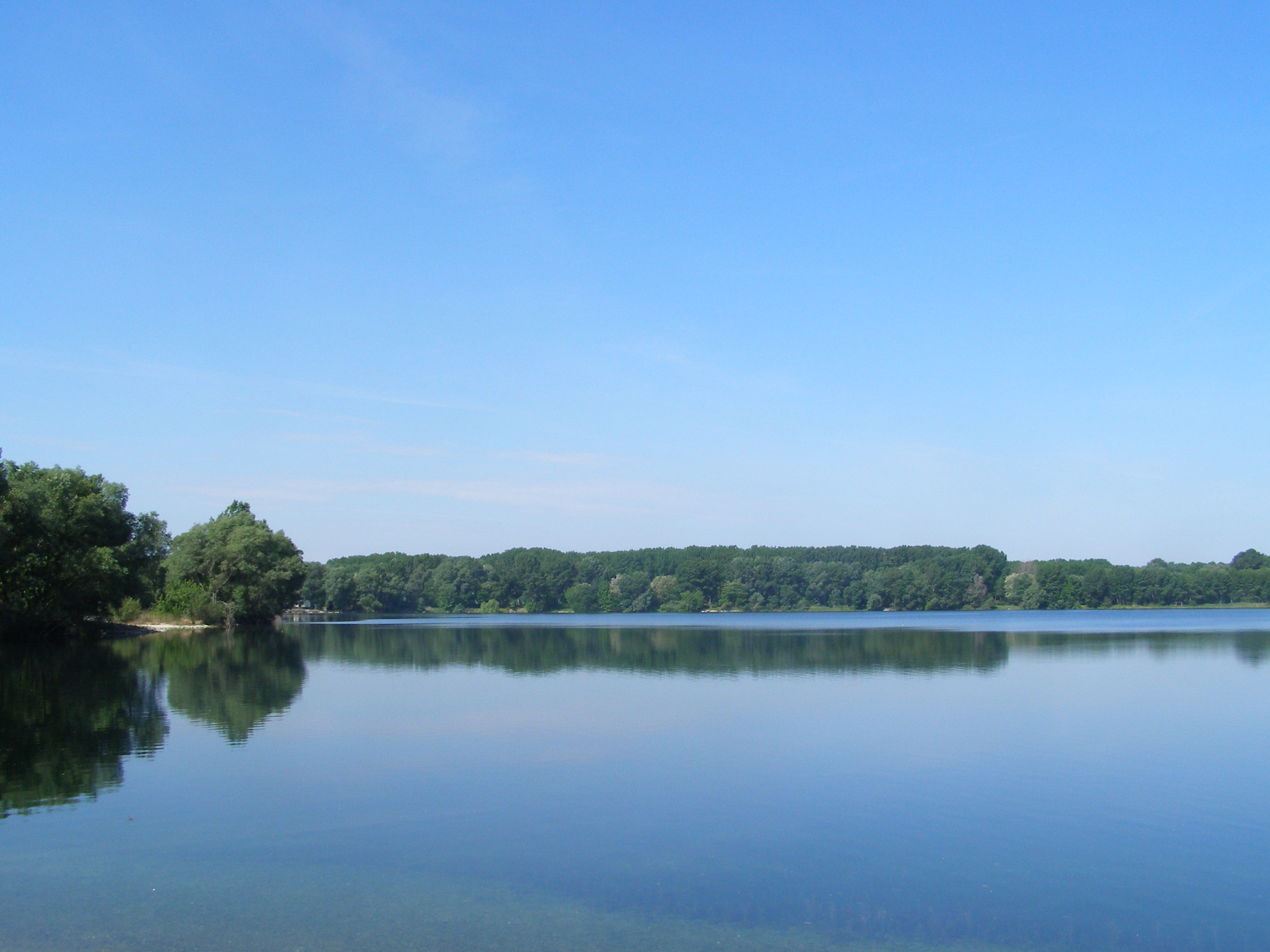
Jezero Vojka